# National Board of Review de Melhor Atriz
O National Board of Review de Melhor Atriz é um dos prêmios de filmes anuais estabelecidos pelo National Board of Review.

## Vencedoras
- 1945 - Joan Crawford (Mildred Pierce)
- 1946 - Anna Magnani (Roma città aperta)
- 1947 - Celia Johnson (This Happy Breed)
- 1948 - Olivia de Havilland (The Snake Pit)
- 1949 - Sem premiação
- 1950 - Gloria Swanson (Sunset Boulevard)
- 1951 - Jan Sterling (Ace in the Hole)
- 1952 - Shirley Booth (Come Back, Little Sheba)
- 1953 - Jean Simmons (The Actress / The Robe / Young Bess)
- 1954 - Grace Kelly (Dial M for Murder / Rear Window / The Country Girl)
- 1955 - Anna Magnani (The Rose Tattoo)
- 1956 - Dorothy McGuire (Friendly Persuasion)
- 1957 - Joanne Woodward (No Down Payment / The Three Faces of Eve)
- 1958 - Ingrid Bergman (The Inn of the Sixth Happiness)
- 1959 - Simone Signoret (Room at the Top)
- 1960 - Greer Garson (Sunrise at Campobello)
- 1961 - Geraldine Page (Summer and Smoke)
- 1962 - Anne Bancroft (The Miracle Worker)
- 1963 - Patricia Neal (Hud)
- 1964 - Kim Stanley (Séance on a Wet Afternoon)
- 1965 - Julie Christie (Darling / Doctor Zhivago)
- 1966 - Elizabeth Taylor (Who's Afraid of Virginia Woolf?)
- 1967 - Edith Evans (The Whisperers)
- 1968 - Liv Ullmann (Vargtimmen / Skammen)
- 1969 - Geraldine Page (Trilogy)
- 1970 - Glenda Jackson (Women in Love)
- 1971 - Irene Papas (The Trojan Women)
- 1972 - Cicely Tyson (Sounder)
- 1973 - Liv Ullmann (Nybyggarna)
- 1974 - Gena Rowlands (A Woman Under the Influence)
- 1975 - Isabelle Adjani (L'histoire d'Adèle H.)
- 1976 - Liv Ullmann (Ansikte mot ansikte)
- 1977 - Anne Bancroft (The Turning Point)
- 1978 - Ingrid Bergman (Höstsonaten)
- 1979 - Sally Field (Norma Rae)
- 1980 - Sissy Spacek (Coal Miner's Daughter)
- 1981 - Glenda Jackson (Stevie)
- 1982 - Meryl Streep (Sophie's Choice)
- 1983 - Shirley MacLaine (Terms of Endearment)
- 1984 - Peggy Ashcroft (A Passage to India)
- 1985 - Whoopi Goldberg (The Color Purple)
- 1986 - Kathleen Turner (Peggy Sue Got Married)
- 1987 - Lillian Gish (The Whales of August) / Holly Hunter (Broadcast News)
- 1988 - Jodie Foster (The Accused)
- 1989 - Michelle Pfeiffer (The Fabulous Baker Boys)
- 1990 - Mia Farrow (Alice)
- 1991 - Geena Davis / Susan Sarandon (Thelma & Louise)
- 1992 - Emma Thompson (Howards End)
- 1993 - Holly Hunter (The Piano)
- 1994 - Miranda Richardson (Tom & Viv)
- 1995 - Emma Thompson (Sense and Sensibility / Carrignton)
- 1996 - Frances McDormand (Fargo)
- 1997 - Helena Bonham Carter (The Wings of the Dove)
- 1998 - Fernanda Montenegro (Central do Brasil)
- 1999 - Janet McTeer (Tumbleweeds)
- 2000 - Julia Roberts (Erin Brockovich)
- 2001 - Halle Berry (Monster's Ball)
- 2002 - Julianne Moore (Far from Heaven)
- 2003 - Diane Keaton (Something's Gotta Give)
- 2004 - Annette Bening (Being Julia)
- 2005 - Felicity Huffman (Transamerica)
- 2006 - Helen Mirren (The Queen)
- 2007 - Julie Christie (Away from Her)
- 2008 - Anne Hathaway (Rachel Getting Married)
- 2009 - Carey Mulligan (An Education)
- 2010 - Lesley Manville (Another Year)
- 2011 - Tilda Swinton (We Need to Talk about Kevin)
- 2012 - Jessica Chastain (Zero Dark Thirty)
- 2013 - Emma Thompson (Saving Mr. Banks)
- 2014 - Julianne Moore (Still Alice)
- 2015 - Brie Larson (Room)
- 2016 - Amy Adams (Arrival)
- 2017 - Meryl Streep (The Post)
- 2018 - Lady Gaga (A Star is Born)
- 2019 - Renée Zellweger (Judy)
- 2020 - Carey Mulligan (Promising Young Woman)
- 2021 - Rachel Zegler (West Side Story)
- 2022 - Michelle Yeoh (Everything Everywhere All at Once)
- 2023 - Lily Gladstone (Killers of the Flower Moon)
- 2024 - Nicole Kidman (Babygirl)